# Prudent Maran
Pour les articles homonymes, voir Maran (homonymie).
Prudent Maran est un théologien et bénédictin français, né à Sézanne, dans la Brie, en 1683, mort à Paris en 1762. 
Très versé dans la connaissance des saintes Écritures et des Pères, il devient un des membres les plus savants de la congrégation de Saint-Maur. Son opposition à la bulle Unigenitus le fait exiler de Paris à Corbie, puis à Pontoise. Par la suite, il vient habiter la maison des Blancs-Manteaux, où il meurt. 

## Œuvres
Nous citerons parmi ses ouvrages : 
- Dissertation sur les semi-ariens, Paris, Jacques Vincent, 1722 Lire en ligne ;
- la Divinité de Notre-Seigneur Jésus-Christ prouvée contre les hérétiques et les déistes, Paris, Jacques François Collombat, 1751, 3 vol. Tome 2 en ligne ;
- La Doctrine de L’Écriture et des Pères sur les guérisons miraculeuses, Paris, 1754 Lire en ligne ;
- Grandeurs de Jésus-Christ et la défense de sa divinité, Paris, 1756.

## Source
« Prudent Maran », dans Pierre Larousse, Grand dictionnaire universel du XIXe siècle, Paris, Administration du grand dictionnaire universel, 15 vol., 1863-1890 [détail des éditions].